# Видинско
 Тази статия е за историко-географската област.  За административната област вижте Видин (област).  За общината вижте Видин (община).
Видинско е историко-географска област в Северна България, около град Видин.
Територията ѝ съвпада приблизително с някогашната Видинска околия, а днес включва общините Брегово и Ново село, почти цялата община Видин (без селата Войница, Долни Бошняк и Каленик от Кулско), както и селата Арчар, Владиченци, Държаница, Мали Дреновец, Извор, Лагошевци и Шипот от община Димово. Разположена е в най-западния край на Дунавската равнина. Граничи с Олтения на север и изток, Ломско и Белоградчишко на югоизток и Кулско и Неготинско на запад.